# Bertil Löfberg
Bertil Albert Fredrik Löfberg (* 6. August 1923 in Gävle, Gävleborgs län, Schweden; † 6. Juli 1997 in Stockholms län) war ein schwedischer Politiker der Schwedischen Sozialdemokratischen Arbeiterpartei SAP (Sveriges socialdemokratiska arbetareparti), der unter anderem zwischen 1969 und 1975 in der Regierung Palme I als Konsultativt statsråd Minister ohne Geschäftsbereich für Löhne im Finanzministerium war. Im Anschluss fungierte er von 1975 bis 1989 als Regierungspräsident (Landshövding) der Provinz Västernorrland.

## Leben
Bertil Albert Fredrik Löfberg, Sohn des Schmieds Albert Fredrik Löfberg und dessen Ehefrau Hulda Katrina Hollqvist, arbeitete zwischen 1941 und 1946 ebenfalls als Schmied und Fabrikarbeiter. Daneben besuchte er Fernkurse sowie von 1945 bis 1946 die Volkshochschule. Nachdem er von 1946 bis 1947 Ombudsman der SAP in der Provinz Gävleborg war, fungierte er zwischen 1947 und 1952 als Studiensekretär und Vorstandssekretär sowie zuletzt als Nachfolger von Frans Nilsson zwischen 1952 und seiner Ablösung durch Kurt Ward 1958 Vorstandsvorsitzender des Sozialdemokratischen Jugendverbandes SSU (Sveriges socialdemokratiska ungdomsförbund). Zugleich war er kraft Amtes auch Chefredakteur von „Frihet“, der Zeitschrift des SSU. 1958 wechselte er ins Finanzministerium und war dort bis 1962 als Ministerialbeamter und Sekretär im Kooperationsorgan für Wirtschaftsinformationen, ehe er 1962 kurzzeitig stellvertretender Sekretär des Verteidigungsausschusses (försvarskommitté) war.
1962 wurde Löfberg Staatssekretär im Ministerium für Zivilangelegenheiten (Statssekreterare i Civildepartementet) und war als solcher bis 1969 einer der engsten Berater der Zivilminister Sigurd Lindholm (1962 bis 1965), Hans Gustafsson (1965 bis 1969) beziehungsweise Svante Lundkvist (1969). Am 1. Juli 1969 übernahm er im Regierung Palme I den Posten als Minister ohne Geschäftsbereich (Konsultativt statsråd) im Finanzministerium und war dort bis zu seiner Ablösung durch Kjell-Olof Feldt am 30. Juni 1975 zuständiger Minister für Löhne (Löneminister).
Nach seinem Ausscheiden aus der Regierung wurde Bertil Löfberg Nachfolger von Kurt Nordgren am 1. Juli 1975 Regierungspräsident (Landshövding) der Provinz Västernorrland und bekleidete dieses Amt bis 1989, woraufhin Ingemar Öhrn ihn ablöste. Zugleich war er zwischen 1984 und 1989 Zivilkommandant von Västernorrland.